# Criptand

[2.2.2]Criptand

Un criptand és una entitat molecular que comprèn un conjunt cíclic o policíclic de cadenes de carbonis amb tres o més heteroàtoms enllaçats per enllaç covalent que defineix una cavitat molecular la qual permet acomodar-hi una altra entitat molecular (un catió, un anió una espècie neutra), que s'enllaça mitjançant enllaç covalent coordinat als heteroàtoms. El sistema hoste-convidat així format es diu un "criptat". El terme és usualment restringit a entitats moleculars bicícliques o oligocícliques.

Aquest nom prové del llatí crypta i que, a la vegada, prové del grec κρύπτη krýptē, que significa recobert, amagat, ocult, secret. Fou suggerit pel químic francès Jean-Marie Lehn.

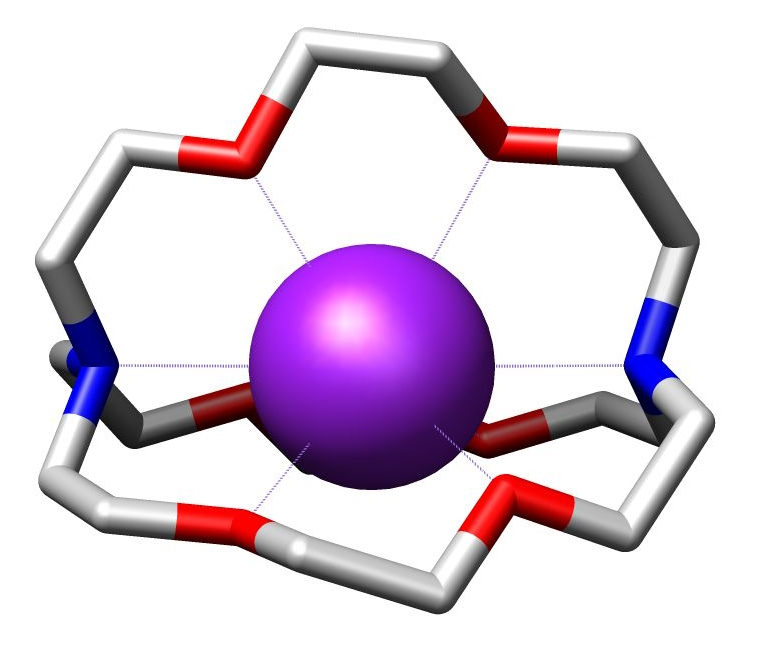
[2.2.2]Criptat de potassi. En vermell es representen els oxígens i en blau els nitrògens. A la resta de llocs de les cadenes hi ha carbonis

Els primers criptands foren sintetitzats el 1969 per Lehn i els seus col·laboradors a la Universitat d'Estrasburg, i per aquesta recerca aconseguí el Premi Nobel de Química el 1987. Lehn partí dels èters corona i substituí dos àtoms d'oxigen situats en posicions oposades per dos àtoms de nitrogen. La trivalència dels nitrògens, enfront de la bivalència dels oxígens, permet la unió d'ambdós nitrògens mitjançant una nova cadena de carbonis de manera semblant a un pont. El compost resultant deixa una cavitat interior que permet acomodar-hi un catió metàl·lic de volum adequat, el qual queda coordinat amb les parelles d'electrons que no formen enllaç dels nitrògens i dels oxígens. Aquests composts s'anomenen criptats.
Sintetitzant criptands de cadenes més o menys llargues és possible obtenir cavitats amb volums diferents que puguin coordinar selectivament diferents cations metàl·lics. Així és possible diferenciar entre cations sodi i potassi, la qual cosa és molt difícil sense l'ús de criptands.